# 바그라투니조 아르메니아

서기 1000년 경 바그라투니 아르메니아 및 기타 아르메니아계 왕국들

바그라투니 아르메니아는 바그라투니 왕조가 다스리던 중세 아르메니아의 왕국을 가리킨다. 이들의 독립으로 대아르메니아 지역은 약 2세기에 걸친 우마이야 왕조와 아바스 왕조의 아랍인 통치에서 벗어났다.
당시 지역의 양대 강국인 아바스 왕조와 비잔틴 제국은 모두 이 지역을 복속시킬 여력이 다하여 있었고 여러 나하라르 귀족 가문들이 흩어진 중에 바그라투니 가문의 아쇼트 1세가 아랍 세력을 몰아내는 움직임을 주도하게 되었다. 그의 입지는 비잔틴과 아랍 양측의 지도층이 모두 국경 지대에 완충국을 유지하고자 하던 상황 속에 높아졌다. 결국 아바스 칼리프국은 그를 862년 왕자로 인정했고 885년에는 아르메니아의 왕으로 인정하였다.
바그라투니 왕국의 설립 이후 타론, 바스푸라칸, 카르스, 하첸, 슈니크 등 여러 아르메니아계 공국과 왕국들의 성립이 이어졌다. 아쇼트 3세(952~977)의 통치 동안 왕국은 아니를 수도로 하여 경제와 문화의 전성기를 누렸다. 그러나 11세기 초 왕국은 쇠퇴하기 시작하였고 끝내 붕괴하였다. 비잔틴의 황제 바실리오스 2세(976~1025)는 일련의 승전 이후 아르메니아 남서부를 병합했고 아니의 호브한네스-슴바트 3세 국왕은 1022년 자신의 사후에 왕국을 비잔틴에 넘기기로 서약하였다. 그러나 1041년 그의 사후 후계자인 가기크 2세가 이를 거부하고 저항하다가 비잔틴 군대에 의해 함락되었다.

## 같이 보기
- 바그라투니 왕조
- 고대 아르메니아 왕국